# Whitmire
Whitmire és una població dels Estats Units a l'estat de Carolina del Sud. Segons el cens del 2000 tenia 1.512 habitants.

## Demografia
Segons el cens del 2000, Whitmire tenia 1.512 habitants, 650 habitatges i 404 famílies. La densitat de població era de 463,3 habitants/km².
Dels 650 habitatges en un 25,7% hi vivien nens de menys de 18 anys, en un 40,3% hi vivien parelles casades, en un 16,2% dones solteres, i en un 37,7% no eren unitats familiars. En el 34,5% dels habitatges hi vivien persones soles el 23,5% de les quals corresponia a persones de 65 anys o més que vivien soles. El nombre mitjà de persones vivint en cada habitatge era de 2,3 i el nombre mitjà de persones que vivien en cada família era de 2,94.
Per edats la població es repartia de la següent manera: un 23,7% tenia menys de 18 anys, un 6,4% entre 18 i 24, un 22,7% entre 25 i 44, un 22,7% de 45 a 60 i un 24,5% 65 anys o més.
L'edat mediana era de 43 anys. Per cada 100 dones de 18 o més anys hi havia 78,9 homes.
La renda mediana per habitatge era de 22.007 $ i la renda mediana per família de 30.833 $. Els homes tenien una renda mediana de 27.500 $ mentre que les dones 18.258 $. La renda per capita de la població era de 13.429 $. Entorn del 16,3% de les famílies i el 18,7% de la població estaven per davall del llindar de pobresa.

## Poblacions més properes
El següent diagrama mostra les poblacions més properes.